# 423 TCN
423 TCN là một năm trong lịch La Mã.